# San Ildefonso, Michoacán de Ocampo
San Ildefonso är en ort i Mexiko.   Den ligger i kommunen Zinapécuaro och delstaten Michoacán de Ocampo, i den södra delen av landet, 170 km väster om huvudstaden Mexico City. San Ildefonso ligger 2 471 meter över havet och antalet invånare är 664.
Terrängen runt San Ildefonso är huvudsakligen kuperad, men åt sydväst är den platt. Runt San Ildefonso är det ganska tätbefolkat, med 104 invånare per kvadratkilometer. Närmaste större samhälle är Acámbaro, 15,7 km nordväst om San Ildefonso. I omgivningarna runt San Ildefonso växer huvudsakligen savannskog.